# Объединённая вагонная компания
Публичное акционерное общество "Нау́чно-произво́дственная корпора́ция «Объединённая ваго́нная компа́ния» (ПАО «НПК ОВК») — российский производитель грузовых железнодорожных вагонов. ПАО «НПК ОВК» включена Министерством экономического развития Российской Федерации в перечень системообразующих организаций.
ПАО «НПК ОВК» управляет железнодорожным холдингом, в состав которого входят АО «Тихвинский вагоностроительный завод» и ООО «НПЦ „Пружина“», лизинговые компании под брендом RAIL1520 и вагоноремонтное предприятие АО «ТСЗ „Титран-Экспресс“». За научно-исследовательскую работу холдинга отвечает ООО «Всесоюзный научно-исследовательский центр транспортных технологий».
Штаб-квартира холдинга находится в Москве.

## История
«Объединённая вагонная компания» (ОВК) была создана в мае 2012 года для управления деятельностью Тихвинского вагоностроительного завода (ТВСЗ) и лизинговой компании «РЕЙЛ1520» (RAIL1520). Тихвинский завод начал работать в январе 2012 года, «РЕЙЛ1520» была основана в начале 2011 года. Через год после основания компания создала совместное предприятие по лизингу вагонов с японской Mitsui — MRC1520. RAIl1520 входит в Топ-5 крупнейших лизинговых компаний России. 
В сентябре 2013 года «Объединённая вагонная компания» подписала соглашения о создании совместного предприятия с  американскими Wabtec Corporation и Amsted Rail. За несколько месяцев до этого подобное соглашение было подписано с американской компанией Amsted Rail.
Весной 2014 года ОВК и американская Timken объявили о запуске совместного предприятия по выпуску кассетных подшипников для грузовых вагонов. Тогда же ОВК создала собственное конструкторское бюро — ВНИЦТТ. В июне она купила у Роснано и Ижевского машзавода 100 % акций НПЦ «Пружина», выпускающего пружины с увеличенным ресурсом для железнодорожного транспорта, и создала транспортную компанию «Восток1520», специализирующуюся на тяжеловесных перевозках по железной дороге (в 2016 году этот актив был продан «Первой тяжеловесной компании»).
В декабре 2014 года парк лизинговой компании «РЕЙЛ1520» достиг 20 000 грузовых вагонов.
В 2015 году ОВК подписала с глобальным поставщиком высокотехнологичной продукции для железных дорог Wabtec (США) контракт о поставках на американский рынок крупного вагонного литья. В конце года запустила предприятие транспортного машиностроения по выпуску вагонов-цистерн нового поколения — ЗАО «ТихвинХимМаш» (ТХМ). На базе производства организован выпуск более 20 моделей и модификаций вагонов-цистерн с повышенной грузоподъёмностью, предназначенных для перевозки всей номенклатуры химических продуктов. Тогда же ОВК объявила о покупке 100 % доли ООО «Трансмашэнерго» — компании-заказчика строительства газопоршневой тепловой электростанции. Собственная ТЭЦ должна была обеспечить энергобезопасность производственных предприятий ОВК на территории тихвинской промышленной площадки.
В 2016 году ОВК приобрела 100 % долю АО «Тихвинский Сборочный завод „Титран-Экспресс“» (ТСЗ «Титран-Экспресс») — современного машиностроительного комплекса по сервисному обслуживанию подвижного состава. Проектная мощность предприятия — ремонт и модернизация более 3 500 грузовых вагонов в год. В этом же году ОВК открыла собственное представительство в США — Uniwagon North America Corp. (Нью Джерси), чтобы вывести продукцию на местный рынок. Затем запустила производство комплектующих из высокопрочного чугуна с изотермической закалкой мощностью 30 000 вагонокомплектов в год. Объём инвестиций превысил 1 млрд рублей.
В конце 2016 года на новом предприятии железнодорожного холдинга «ТихвинСпецМаш» была произведена первая партия специализированных вагонов. Завод специализируется на выпуске различных типов мелкосерийного подвижного состава, в том числе вагонов-платформ для перевозки леса и металла, изотермических вагонов и думпкаров. Тогда же ОВК создала транспортную компанию по перевозкам в танк-контейнерах и контейнерах UNICON 1520.
В сентябре 2017 «Тихвинский вагоностроительный завод» прошёл процедуру сертификации AAR (Ассоциация американских железных дорог) и приступил к экспортным отгрузкам крупного вагонного литья для комплектования американских грузовых вагонов.
В августе 2018 года НПК «Объединённая вагонная компания» получила статус поставщика крупнейшего железнодорожного оператора Европейского союза Deutsche Bahn, а в ноябре победила в тендере DB на поставку сочленённых фитинговых платформ.
В марте 2019 года НПК ОВК и группа TEXOL, один из крупнейших железнодорожных операторов и владельцев парка грузовых вагонов в Казахстане, подписали контракт на поставку уникальных для рынка СНГ 400 цистерн сочленённого типа для перевозки сжиженных углеводородных газов.
В августе 2021 года ОВК и «Русагротранс» подписали договор поставки 500 хопперов до конца 2021 год. Сумма сделки оценивалась примерно в 1,5 млрд руб.

## Деятельность
Железнодорожный холдинг НПК «Объединённая вагонная компания» занимается проектированием, производством, лизингом, сервисным обслуживанием грузовых вагонов и их перевозками.
НПК ОВК первой в России приступила к серийному производству грузовых вагонов нового (пятого) поколения с повышенной осевой нагрузкой в 25 тонн.
НПК ОВК принадлежат интеллектуальные права на технологии двух крупнейших мировых производителей вагонных тележек Barber S-2-R (Wabtec, США) и Motion Control (Amsted Rail, США), их производство и продажу на территории России и СНГ.
Производственным центром холдинга является Тихвинский вагоностроительный завод. В 2020 году на предприятиях НПК ОВК построено 100 тыс. грузовых вагонов.

## Финансы
По состоянию на конец 2019 года оборот (выручка) НПК «Объединённая вагонная компания» составил 64 470 млн руб. Операционная прибыль составила 7 515 млн руб.
В апреле 2017 года ОВК дополнительно разместила на Московской бирже 2,2 % акций на сумму 1,9 млрд руб. По результатам SPO free-float компании увеличился до 21,05 %.
По итогам первой половины 2023 года выручка ОВК увеличилась на 24% год к году, а валовая прибыль составила 2 млрд руб. против валового убытка в 0,3 млрд руб. в 2022 году.

## Совладельцы и руководители
Совладельцы:
В числе владельцев компании с 2012 по конец 2018 года была основавшая ее группа «ИСТ». Пакет акций, принадлежащий ИСТ, снижался за счет продажи финансовым и стратегическим инвесторам до момента окончательного выхода из актива в 2018—2019 гг.
В 2019 году основными акционерами стали «ФК Открытие» (24,3 %), НПФ «Будущее» (19,9 %), структуры группы «Сафмар» (10,4 %), «Открытие Холдинг» (7,9 %), стратегическим инвесторам принадлежало 0,7 %, 12,5 % акций находились в свободном обращении.
К началу 2020 года самый большой пакет акций (27,8 %) был у банка «Траст», 24,3 % акций владела «ФК Открытие», в том числе через контролируемые банком пенсионные фонды, 15 % принадлежали бизнесмену Эмилю Пирумову через кипрский офшор «Плейнвайт Консалтантс Лимитед», 10,4 % принадлежали «Сафмар Финансовые инвестиции» через контролируемый обществом пенсионный фонд «Сафмар», ещё 9,3 % акций были у «Уралвагонзавода». Прочим акционерам принадлежали 13,2 % акций компании.
В сентябре 2023 года ОВК провела допэмиссию акций. В результате выкупа новых акций контрольный пакет компании перешёл к банку «Траст» (93,6%).
В конце 2023 года банк «Траст» продал контрольный пакет (93,6%) в «Объединённой вагонной компании» профильным инвесторам.
По состоянию на апрель 2024 года 93,6 % акций «Объединённой вагонной компании» принадлежало четырём акционерам «Уральской горно-металлургической компании», выступающим в качестве частных инвесторов. Пакеты акций между ними разделены поровну. Одним из четырёх акционеров ОВК является Андрей Бокарев.
Генеральные директора:
- 2012—2018 Савушкин Роман Александрович
- 2018—2022 Хряпов Тимофей Владимирович
- 2022—2023 Олюнин Дмитрий Юрьевич
- 2023—2024 Лимаренко Сергей Владиславович

С февраля 2024 — Ольховская Ирина Владимировна